# Gabonakör

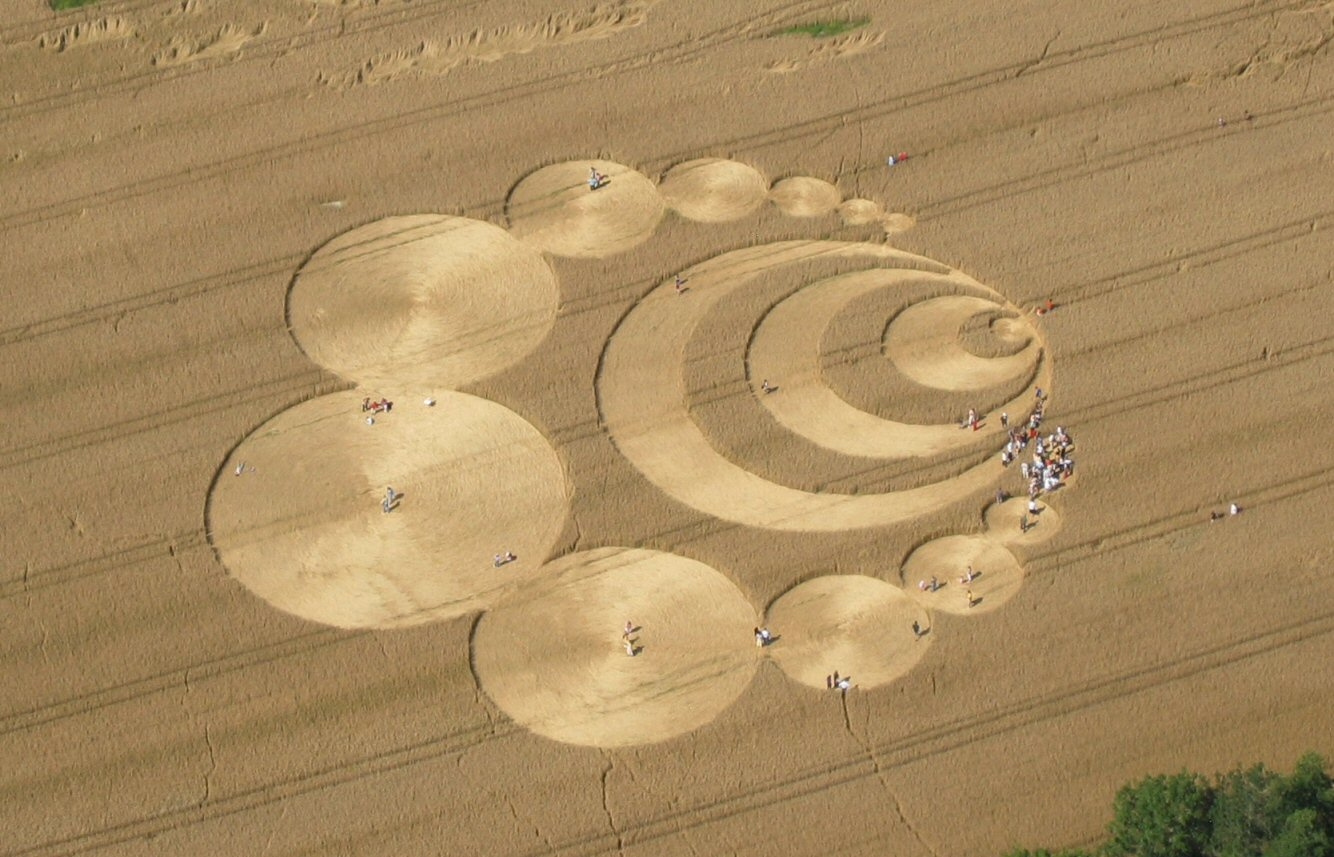
Gabonakör Svájcban

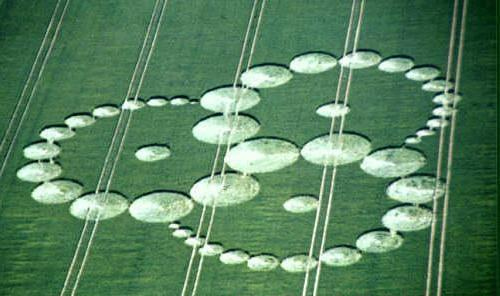
Több körből álló alakzat

A gabonakörök gabonatáblákon (búza, rozs stb.) a gabonaszálak megdőlésétől létrejövő alakzatok.

## Eredetük
Közkedvelt a gabonakörök létrejöttét földönkívüliekkel vagy egyéb misztikus, paranormális eseménnyel összefüggésbe hozni. Számos alkalommal azonban a köröket, mintázatokat ugratásként emberek hozták létre, nemegyszer filmmel dokumentálva tevékenységüket. Forgószél hatására a gabonaszálak megdőlhetnek, bonyolult alakzatok természetesen így nem jöhetnek létre.

## Lásd még
- Nazca-vonalak